# 'Āhau
'Āhau es una localidad del distrito de Kolovai, en Tonga. Tiene una población de 399 habitantes en 2021.